# Hoogerheide
Hoogerheide est une petite ville du sud des Pays-Bas située dans le Brabant-Septentrional. C'est la ville principale dans la commune de Woensdrecht. Il y a à peu près 9 000 habitants[Quand ?]. La ville est située entre les grandes villes de Berg-op-Zoom (12 km) et Anvers en Belgique (30 km).